# كيفن ماكنتاير
كيفن ماكنتاير (بالإنجليزية: Kevin McIntyre)‏ هو لاعب كرة قدم بريطاني في مركزي ظهير ‏ والوسط، ولد في 23 ديسمبر 1977 في ليفربول في المملكة المتحدة. لعب مع شروزبري تاون وماكليسفيلد تاون ونادي أكرينغتون ستانلي ونادي بارو ونادي ترانمير روفرز ونادي تشستر سيتي ونادي دونكاستر روفرز ونادي روتشديل ونادي كوناهس كواي.

## وصلات خارجية
- كيفن ماكنتاير على موقع قاعدة بيانات كرة القدم.إي يو (الإنجليزية)
- كيفن ماكنتاير على موقع Soccerbase.com (لاعب) (الإنجليزية)
- كيفن ماكنتاير على موقع Soccerway.com (الإنجليزية)